# فرهنگ دانوبی

فرهنگ‌های دانوبی به رنگ زرد نشان داده شده‌است

فرهنگ دانوبی (انگلیسی: Danubian culture) عبارتی است که باستان‌شناس استرالیایی  وی. گوردون چایلد آن را برای اشاره به اولین جوامع کشاورزی در اروپای مرکزی و شرقی برساخت. فرهنگ دانوبی دربرگیرندهٔ فرهنگ لینربندکرامیک (سفالگری خط راست)، فرهنگ اشتیکبندکرامیک (سفالگری خط تیره)، و فرهنگ روزن است.